# 血管纤维瘤
血管纤维瘤（英文：Angiofibroma），是对一系列发于皮肤或粘膜的良性肿瘤的统称，由血管和纤维组织构成，常发于人面部或颈部。各类血管纤维瘤拥有类似的宏观结构和微观结构：宏观上可表现为数个良性丘疹，一个或多个显红色或肤色的圆顶状结节，亦或是单个良性肿瘤；微观上由环绕着薄壁血管分布的梭形细胞（spindle-shaped）和星状细胞（stellate-shaped）构成，这些血管则位于粗大的胶原蛋白束丛之中（系结缔组织的主要纤维成分）。

## 分类
皮肤血管纤维瘤（Cutaneous angiofibroma），在结节性硬化症等遗传疾病的患者身上时常发生，具体分类包括：
- 面鼻部纤维性丘疹
- 阴茎珍珠状丘疹
- 甲周纤维瘤（英语：Koenen's tumor）：发于手指甲或脚指甲之下。

口腔纤维瘤：发于口腔黏膜或舌根部的结节。
鼻咽血管纤维瘤（Nasopharyngeal angiofibroma）
软组织血管纤维瘤：常发于腿部。
细胞性血管纤维瘤：发于男女生殖器的远端。
浅表肢端纤维黏液瘤